# 天爐座ρ
天爐座ρ，又名CD-30 1497，HD 23940、SAO 194535、HR 1184，是天爐座的一颗恒星，视星等为5.54，位于銀經228.19，銀緯-51.4，其B1900.0坐标为赤經3h 43m 53.6s，赤緯-30° -51.4′ 8″。